# Железнодорожный мост в Аржантёе (Моне, 1873)
«Железнодорожный мост в Аржантёе» (фр. Le Pont du chemin de fer à Argenteuil) — картина французского художника-импрессиониста Клода Моне, созданная в 1873 году. Является одной из пяти его работ, написанных в Аржентёе, с видами железнодорожного моста через Сену. В этой работе нашли отражение не только поиски выдающегося пейзажиста в области новой манеры письма, но и попытки претворения в живописи более современных, урбанистических пейзажей. Исследователи считают, что эти искания предшествовали его знаменитой индустриальной серии картин на железнодорожную тематику — «Вокзал Сен-Лазар», написанных в 1877 году. В июне 1874 года картина попала в частную коллекцию после приобретения у художника. После этого она сменила несколько владельцев. В мае 2008 года полотно было продано на аукционе «Кристис» и попало в частную коллекцию за 41 480 000 долларов США.

## История
Клод Моне переехал в Аржантёй зимой 1871 года после франко-прусской войны, вернувшись на родину из Англии и Нидерландов. В то время это был один из быстрорастущих парижских пригородов, насчитывающий около восьми тысяч человек. Расположенный на правом берегу Сены в одиннадцати километрах к западу от Парижа, город был популярным местом отдыха столичных жителей: в летние месяцы для яхтсменов-любителей, а также на выходные и в праздники. В 1870-е годы его облюбовали художники-импрессионисты. Известно, что Моне посещали Альфред Сислей, Пьер-Огюст Ренуар, Эдуар Мане, Камиль Писсарро, Эдгар Дега и Поль Сезанн. Увлечённый яхтсмен, коллекционер и художник Гюстав Кайботт также поселился в этом пригороде. В связи с этим, по оценке Джона Ревалда, «ни одно место, вероятно, не связано так тесно с импрессионизмом», как этот город.
Железнодорожный мост через Сену (Pont ferroviaire d’Argenteuil), связывающий Аржантёй и Женвилье, в 1870-е годы выглядел очень современно, так как был заново отстроен после разрушений франко-прусской войны. Развитие железной дороги способствовало транспортному сообщению между предместьем и Парижем, чем пользовались друзья Моне и он лично при поездках туда и обратно. Жан-Поль Креспель писал, что «аржентейский период» с полным правом можно назвать «вершиной духовного единения импрессионистов». Известно, что о красотах парижского пригорода на берегу Сены Моне рассказал Мане, родные которого владели усадьбой на противоположном берегу — в районе Женвилье. Через Мане Моне узнал, что в Аржантёе сдаётся дом парижского нотариуса, и переселился туда. Несколько позже он переехал в дом местного столяра.
Вместе с Ренуаром в 1870-е годы Моне освоил технику мелких, раздельных мазков, наносившихся на полотно быстро в форме «мелких запятых» в соответствии с принципами оптического смешения тонов. Моне оставался в Аржантёе до января 1878 года, создав там более сотни пейзажей, многие из которых известны как одни из вершин импрессионизма. Пол Такер описал творчество Моне этого периода как представляющее собой одно из самых замечательных достижений в истории искусства и пробный камень для развития западной визуальной культуры. «Железнодорожный мост в Аржантёе» признаётся самым ранним из пяти видов железнодорожного моста в Аржантеё, написанных Моне в 1873—1874 годах. В это время он был увлечён не только совершенствованием импрессионистской манеры письма, но и, что было созвучно его эпохе, поисками современных тем, мотивов. Это нашло отражение в его знаменитой серии из двенадцати картин «Вокзал Сен-Лазар», написанных им в 1877 году. Этой серии предшествовало создание нескольких картин, где был изображён железнодорожный мост в Аржантёе. По словам искусствоведа Ксении Богемской, первая серия 1873—1874 годов может рассматриваться как своеобразный «пролог» к изображению паровозов на парижском вокзале. Несмотря на то что импрессионизм редко ассоциируется с промышленными видами, некоторые его представители довольно часто обращались к индустриальным мотивам. Одним из них был именно Моне, которого особенно интересовал железнодорожный транспорт, о чём Рубин писал: «Стоит заметить: хотя Моне, живущий в Аржантёе, и держался на расстоянии от фабрик — во всех его главных индустриальных картинах они остаются на заднем плане, — к поездам он относился совсем по-другому. Поезда были частью его жизни как постоянного пассажира железной дороги и, кроме того, приносили безусловную пользу горожанам, связывая город с сельской местностью». Кроме того, ещё до «сен-лазарской серии», по наблюдению Рубина, художник успел создать больше работ на железнодорожную тематику, чем любой его коллега-современник. Причём подавляющее большинство именно в Аржантёе, а в виде исключения он приводит «Товарный поезд», написанный в 1872 году в Руане.
По мнению Богемской, картины с объектом в виде моста через Сену отличаются от другой популярной темы Моне тех лет — изображения лодок, яхт, видов регаты «конструктивностью»: «тяжёлый мост, стоящий на круглых опорах, пересекающий реку от одного берега к другому». Такая композиция привносит в изображение большую «основательность». Также, по оценке Богемской, в серии картин с мостом обозначается намерение автора «сгладить перспективное сокращение, сделать более уплощённым пространство в картине». К теме моста художник ещё вернётся в более поздних лондонских сериях работ.
Кроме этой картины этот мост был изображён на ещё четырёх работах Моне:
- «Железнодорожный мост, Аржантёй» (Le Pont du chemin de fer, Argenteuil, 1874) — Музей Орсе;
- «Железнодорожный мост в Аржантёе» (Le Pont du chemin de fer, Argenteuil, 1874) — Художественный музей Филадельфии, США[3];
- «Железнодорожный мост в Аржантёе» (Le Pont de chemin de fer à Argenteuil, 1874) — Музей Мармоттан-Моне;
- «Набережная с железнодорожным мостом, Аржантёй» (La Promenade avec le Pont de chemin de fer, Argenteuil, 1874) — Сент-Луисский художественный музей.

В июне 1874 года картина перешла в частные руки после приобретения у художника. После этого она сменила несколько владельцев. 6 мая 2008 года полотно было продано на аукционе «Кристис» и попало в частную коллекцию за 41 480 000 долларов США.

## Описание
«Железнодорожный мост в Аржантёе» представляет собой картину маслом размером 60 × 98.4 см. На ней изображены стоящие спиной двое мужчин, которые находятся на берегу залитой солнцем реки, а мимо них под опорами железнодорожного моста проплывают две парусные лодки. На одном из мужчин надет синий костюм, а на его голове соломенная шляпа. Второй выглядит более просто, по всей видимости, одет в рабочую одежду. Американский историк и искусствовед Джеймс Генри Рубин предполагал, что, возможно, внешний облик мужчин мог отражать контрастные точки зрения на художественные особенности моста, о чём во времена Моне велась дискуссия: «В то время как одна газета восхищалась новым сооружением, называя его шедевром экономичности и инженерной мысли, предметом гордости местных жителей, возведённым усилиями промышленников Аржантёя — металлургической фабрикой Joly, — другая возмущалась бесцеремонным вторжением в природный ландшафт, сетуя на то, что мост перегородил открытый когда-то вид». Единственные деревья находятся в глубине картины. Мост, пересекающий всю композицию, представляет собой жёсткую геометрическую металлическую конструкцию, по которой движутся два железнодорожных состава. Характер изображения может свидетельствовать о замысле автора представить восстановленный после военных разрушений мост как наглядную картину быстрого возрождения Франции после того, как страна потерпела сокрушительное поражение в войне.
Полотно «Железнодорожный мост в Аржантёе» является одной из самых известных и важных работ Моне знаменательного момента в творческой эволюции художника. Пол Такер отмечал, что это «одна из классических картин того периода, наполненная всей новизной и драматизмом неприкрытого увлечения Моне современной жизнью и искусством». По наблюдению Рубина, картина представляет собой одну из самых «прямолинейных» работ импрессионистов в отношении трактовки влияния железных дорог на природу. Конструкция моста, по его словам, является «обтекаемой и современной», в то время как «минималистичные» контуры мощных пилонов лишь отдалённо заставляют вспомнить о характерной для классической архитектуры ордерной композиции: «Их прямая цилиндрическая форма лишена каких-либо орнаментов, а капители сугубо функциональны и не прикрыты современными вариациями декоративных элементов античности. Стоит солнечная погода, и яркий свет не только отражается от воды, образуя сложный узор бликов, но и создаёт на колоннах моста рефлексы с голубоватым оттенком неба».

## Ссылка
- Картина «Железнодорожный мост в Аржантёйе» на сайте CHRISTIE'S (англ.) (2022).